# Humsterland

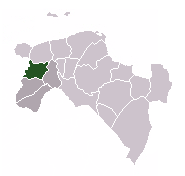

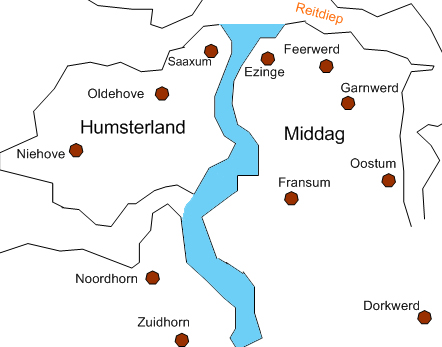
De Kliefsloot of Oude Tocht tussen Humsterland en Middag.

Humsterland is een streek, een landschap en een voormalig eiland in in de gemeente Westerkwartier in de provincie Groningen. Het valt grotendeels samen met de voormalige gemeente Oldehove.
Oorspronkelijk was Humsterland een Friese gouw die het noordelijk deel van het district Westerkwartier en de nog onontgonnen veengebieden in het achterland besloeg. Vermoedelijk behoorde ook het aangrenzende deel van de huidige provincie Friesland (Achtkarspelen) tot deze gouw. Samen met Langewold, Vredewold en Achtkarspelen vormde deze streek vervolgens het decanaat Humsterland. Tegenwoordig wordt er alleen het noordwestelijke gedeelte van het Westerkwartier mee aangeduid.
De landbouwstatistiek van 1912 kenschetste de streek als akkerbouwgebied Noordelijk Westerkwartier, in 1957 omgedoopt tot Humsterland. Sinds 1991 wordt deze streek tot het Centraal Weidegebied gerekend.

## Geschiedenis
Humsterland wordt voor het eerst genoemd in 786/787 wanneer ene Gotrikus land schenkt aan de abdij van Echternach, dat volgens de monniken aan de overzijde van de Lauwers ligt, namelijk in de gouw Hugumarchi in een dorp dat Chinicwirde (Kenwerd = 'koningswierde') werd genoemd. In 787 kreeg Liudger onder andere de gouwen Hugmerthi, Hunusga en Fivelga toegewezen als missiegebied. Hugmerthi, Hugumarchi of Hugmerki betekent de 'marke van de Hugas'.  
Met de term Hūgas (Latijn: Hugones, 'de hogen') werden in de vroege middeleeuwen de Franken aangeduid; de Oudnoorse sagen en de Edda identificeren het stamland van de Franken ook als Hunaland; Duitse ridderromans spreken over het land der Hunen, dat dikwijls in Westfalen is gesitueerd. Men heeft wel gespeculeerd dat de Franken uit Humsterland zouden stammen en dat hun naam was ontleend aan die van de Chauken. Deze stam woonde in de Romeinse tijd ten oosten van de Eems. Beide namen zijn etymologisch nauw verwant. 
De gouw Hugmerthi omvatte overigens - gezien de plaatsnamen die in de negende eeuw worden genoemd - een groter gebied, dat kennelijk ook Middag omvatte. 
Tot de aanleg van dijken omstreeks 1100 na Chr. had het zeewater vrij spel in het gebied van Noord Friesland en Noord Groningen. Middag en Humsterland ontwikkelden zich tot natuurlijke eilanden.
Rond 800 na Chr. was het zelfs een van de dichtstbevolkte gebieden van Nederland. Het is bekend dat bijvoorbeeld de wierde van Niehove al zo'n 2200 jaar onafgebroken wordt bewoond.
Nadat rond 800 de Lauwerszee was ontstaan werd Humsterland een waddeneiland. Aan oostzijde werd het door de Kliefsloot gescheiden van het schiereiland Middag en aan zuidzijde van het vasteland van Langewold door de Oude Riet (ter plaatse ook Balmahuisterrijte genoemd), die om De Gast (een oude zandrug) van Noord- en Zuidhorn heenliep. Om de landerijen tegen seizoensoverstromingen te beschermen werd in de elfde eeuw een ringdijk rond het Humsterland gelegd. Hierdoor werd het eilandkarakter van het gebied nog versterkt. Het toenmalige Humsterland bestond uit drie kerspelen: Suxwert of Niehove, Oldehove en Saaksum.
Humsterland vormde oorspronkelijk één geheel met de Marne, maar ontwikkelde zich door de doorbraak van de Lauwerszee, het ontstaan van het Reitdiep en de ontginning van het achterliggende veengebied tot een zelfstandig district. Het gebied maakte zich los van seenddistrict Leens en vormde het een eigen decanaat Hummerze, met als nieuwe hoofdplaats Suxwert en later (rond 1200) Oldehove. Daaronder vielen ook de districten Langewold, Vredewold en Achtkarspelen, die zich op het politieke vlak van het oorspronkelijke gouw Humsterland losmaakten. Ten minste sinds 1337 wordt dit gebied ook wel als Westerambt betiteld. Middag viel daarentegen onder het decanaat Baflo en werd tot de Reductie van 1594 tot Hunsingo gerekend. Achtkarspelen ging sinds 1498 zijn eigen weg.
Pas vanaf 1500 werd het Humsterland door dijken met het vasteland verbonden, waarna cisterciënzermonniken uit Aduard grote delen rond het eiland inpolderden. Het Humsterland kwam hierdoor aan het vasteland te liggen.
Opmerkelijk is dat in het Humsterland, evenmin als in het Oldambt, aanvankelijk geen krachtige hoofdelingen zijn opgekomen, zoals wel in de rest van de Ommelanden gebeurde. Humsterland was ook een van de eerste gebieden die een verbond sloten met de stad Groningen, in 1366. Waarschijnlijk was de invloed van de stad dusdanig dat de machtsophoping bij succesvolle families beperkt was. In de 16e en 17e eeuw veranderde dat. Vredewold werd het domein van de familie Van Ewsum op Nienoord. De voormalige kloosterbezittingen van Aduard kwamen in handen van de familie Lewe, terwijl de familie Clant van Hanckema Langewold domineerde. Dorpsheer Rudolf de Mepsche van Faan is vooral bekend geworden door zijn genadeloze optreden in een sodomieproces dat 22 mannen het leven kostte.
Het omringende land is over een lange periode op de zee herwonnen door wierdenbewoners, monniken van het klooster Aduard, de familie Teenstra (Ruigezand) en tegenwoordig de waterschappen.
Middag en Humsterland hebben als "Middag-Humsterland" de status Nationaal Landschap en zijn voorgedragen voor de lijst van Werelderfgoed van de Unesco.

## Wierden
In Humsterland liggen onder andere de wierden Aalsum, Balmahuizen, Barnwerd (Barwerd), Enum, Englum, Frytum (Fritum), Gaaikemaweer, Jensemaborg (Jensemabosch), Kenwerd, Korhorn, Niehove (en Rikkerdaheerd ten noorden ervan), Oldehove, Pama (aan de Frijtumerweg), Roetsum, Saaksum en Selwerd, alsook een zestal huisterpen langs de Heereburen en nog een aantal huisterpen elders in het Humsterland.